# Lares barrio (Lares)
Lares es un barrio ubicado en el municipio de Lares en el estado libre asociado de Puerto Rico. En el Censo de 2010 tenía una población de 3405 habitantes y una densidad poblacional de 266,29 personas por km².

## Geografía
Lares se encuentra ubicado en las coordenadas 18°17′40″N 66°50′39″O / 18.29444, -66.84417. Según la Oficina del Censo de los Estados Unidos, Lares tiene una superficie total de 12,79 km², que corresponden a tierra firme.

## Demografía
Según el censo de 2010, había 3405 personas residiendo en Lares. La densidad de población era de 266,29 hab./km². De los 3405 habitantes, Lares estaba compuesto por el 91,54% blancos, el 3,29% eran afroamericanos, el 0,09% eran amerindios, el 3,2% eran de otras razas y el 1,88% pertenecían a dos o más razas. Del total de la población el 99,53% eran hispanos o latinos de cualquier raza.